# Kazimiera Majchrzak
Kazimiera Majchrzak (ur. 1879, zm. 30 marca 1955 w Warszawie) – warszawianka, znana jako „karmicielka gołębi”. Wraz z siedmioma rodzinami, była jedną z pierwszych osób, które powróciły do ruin warszawskiego Starego Miasta, po wkroczeniu do stolicy wojsk radzieckich w 1945.

## Życiorys
Przed wojną Kazimiera Majchrzak pracowała jako urzędniczka w PKO. Według relacji mieszkańców, Majchrzak codziennie po pracy kupowała 5 kg ziarna i karmiła ptaki na Placu Zamkowym. Była osobą rozpoznawalną wśród warszawian. Jej pasji nie przerwał nawet wybuch II wojny światowej, choć by kupić karmę dla gołębi, Majchrzak musiała zacząć wyprzedawać wszystkie kosztowniejsze przedmioty ze swojego domu oraz wydać wszystkie oszczędności.

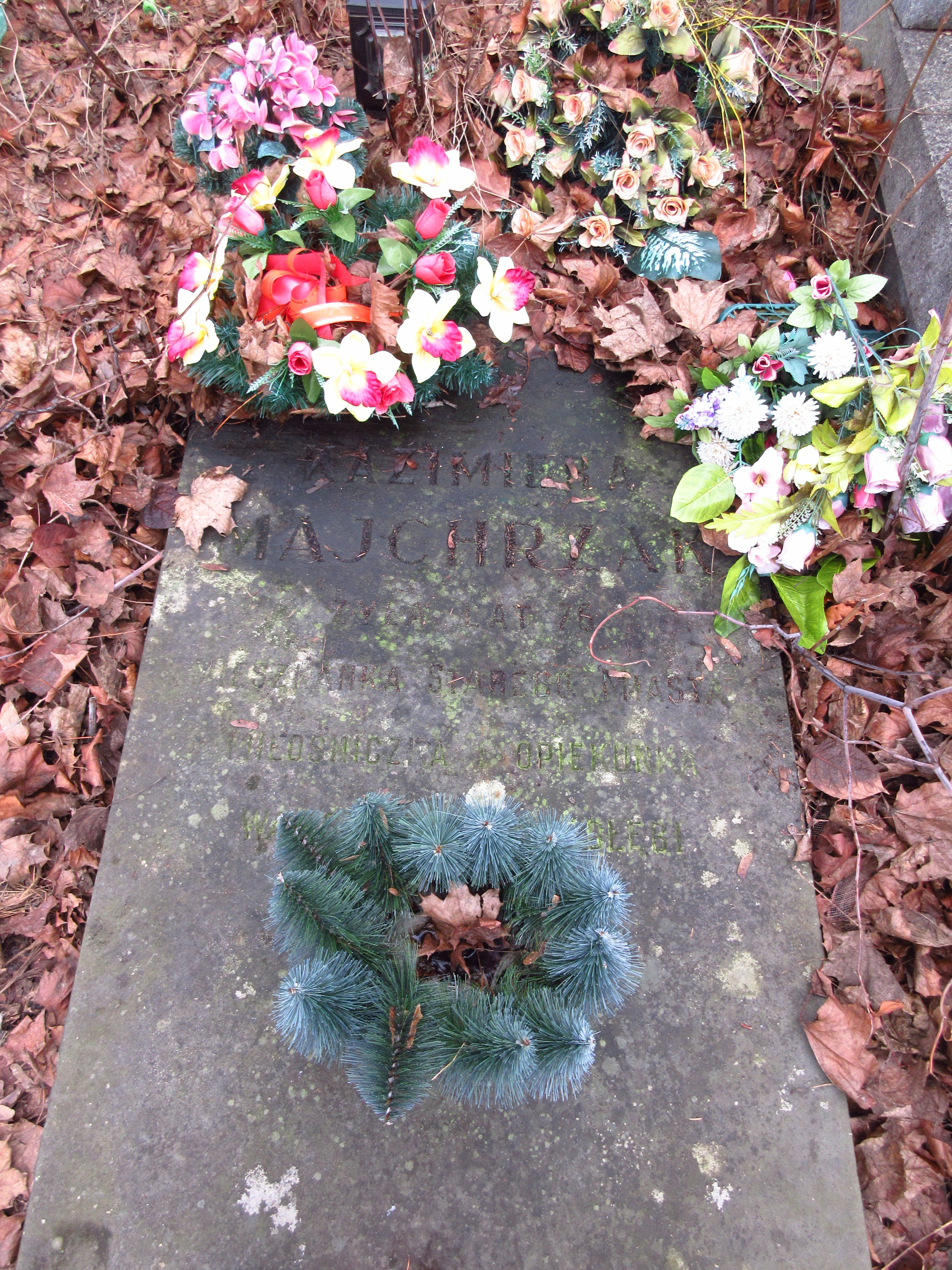
Grób Kazimiery Majchrzak na Cmentarzu Bródnowskim.

Zaraz po wkroczeniu wojsk sowieckich w 1945, Majchrzak zamieszkała w ruinie domu przy ulicy Piwnej. Od początku była obrończynią ptaków. Wydawała całą swoją emeryturę na pokarm dla gołębi. O fundusze na dożywianie ptactwa zabiegała m.in. w miejskim magistracie. Pieniądze zbierała do miseczki, przy której stała tabliczka z napisem: Ofiary na pokarm dla gołębi Starego Miasta. Zdjęcia Majchrzak ukazywały się w różnych albumach. Jej postać została także przedstawiona w Polskiej Kronice Filmowej.
Jej mężem był prawdopodobnie Jan Majchrzak.
Kazimiera Majchrzak zmarła w wieku 76 lat. Jej pogrzeb odbył się na Cmentarzu Bródnowskim 5 kwietnia 1955 w kwaterze 69H-1-20.

## Odniesienia w kulturze
Kazimierę Majchrzakową w wierszu „Na ulicy Piwnej” opisał Tadeusz Chudy:
Na Piwnej
na ulicy Piwnej ponad bramą gołębie zaczarowane
w kamieniu czekaj
… może uchyli się okno … może zaskrzypią drzwi
i pani Majchrzakowa stanąwszy w nich
nie głośno powie:
– Dzieci obiad
i wnet – jak dawniej ze wszech stron szaro-srebrne gruchacze otoczą ją
potem znów się poderwą nad dachami wzlecą
wciąż wyżej i wyżej
tam gdzie Babcia nie pozwala bo zimno i niebezpieczno...
błękitem zakołują
w słońcu się rozświetlą
aż raptem trzepotliwym wiatrem w środek Rynku spadną
i rozgwarzy się zaraz całe Stare Miasto od dachów po bruk